# 长毛落芒草
长毛落芒草（学名：Oryzopsis hymenoides）为禾本科落芒草属下的一个种。